# Orquestra Sinfônica de Regina
A Orquestra Sinfônica de Regina é uma orquestra sinfônica baseada em Regiba, Saskatchewan, Canadá. Victor Sawa é o atual diretor musical.

## História
A orquestra foi fundada por Frank Laubach, em Regina, como Sociedade Orquestral de Regina, em 1908, apresentando seu concerto inaugural em 3 de Dezembro de 1908. Tornou-se Sociedade Orquestral e Coral de Regina em 1919 e uniu-se com o Coro Vocal Masculino de Regina, como Associação Filarmônica de Regina em 1924 e retornou ao seu status independe como Sinfônica de Regina em 1926, apresentando sua primeira temporada regular (1927-1928) com W. Knight Wilson.
Por muitos anos a orquestra teve 50 músicos, mas o número subiu para 70 na década de 1960. A partir de 1929, sua residência foi o Darke Hall, até mudar-se para o Centro de Artes de Saskatchewan, em 1970. O Príncipe Charles tornou-se patrono da orquestra em Setembro de 2008, fazendo dela a quarta orquestra a ter como patrona a Monarquia Canadense.
A orquestra apresenta-se com o Balé Real de Winnipeg, o Balé Nacional, com o Coro Filarmônico de Regina e com a Ópera de Alberta. Em Maio de 1979, trabalhou junto da Universidade de Regina na produção de Madame Butterfly (ópera de Giacomo Puccini), representada em Regina e Saskatoon, com Maria Pellegrini no papel-título e Millar como diretor musical.
A orquestra apresenta-se regularmente com a Rádio CBC.

## Maestros
- Frank Laubach 1908-1922
- W. Knight Wilson 1923-1941 and 1945-1955
- Arthur Collingwood 1941
- John Thornicroft 1955-1958
- Paul McIntyre 1959-1960
- Howard Leyton-Brown 1960-1971
- Boris Brott 1971-1973
- Ted Kardash 1973-1974
- Timothy Vernon 1975-1976
- Maestros Convidados 1976-1978
- Gregory Millar 1978-1981
- Simon Streatfeild 1981-1984
- Derrick Inouye 1984-1989
- Vladimir Conta
- Victor Sawa

## Concertmasters
- Marion B. Kinnee 1926-1936
- Thornicroft 1936-1955
- Lloyd Blackman 1955-1959 and 1960-1975
- Elizabeth Boychuk 1959-1960
- Malcolm Lowe 1975-1977
- Brian Boychuk 1976-1978
- Howard Leyton-Brown 1978-1989
- Brian Johnson 1989-1990
- Carmen Constantinescu 1990-1999
- Eduard Minevich 1999-